# Contea autonoma manciù di Kuandian
La contea autonoma manciù di Kuandian (宽甸满族自治县是S, Kuāndiàn Mǎnzú ZìzhìxiànP) è una contea della Cina, situata nella provincia di Liaoning e amministrata dalla prefettura di Dandong.